# Ali Hussein Nassif
Pour les articles homonymes, voir Nassif.
Ali Hussein Nassif (en arabe : علي حسين ناصيف), connu sous le nom de guerre d'Abou Abbas, est un membre de haut rang du Hezbollah. Nassif était le commandant des combattants du Hezbollah en Syrie pendant la guerre civile syrienne, jusqu'à sa mort le 1er octobre 2012, tué par l'Armée syrienne libre,,.
Certaines sources ont affirmé que Nassif avait été tué par une bombe en bordure de route ou dans une fusillade qui a suivi, tandis que d'autres ont déclaré qu'il avait été tué dans une attaque à la grenade. Le corps de Nassif a été retourné au Liban et son enterrement a eu lieu dans la ville libanaise orientale de Baalbek avec de hauts responsables du parti présents le 2 octobre 2012,.